# Hermann Bonnus

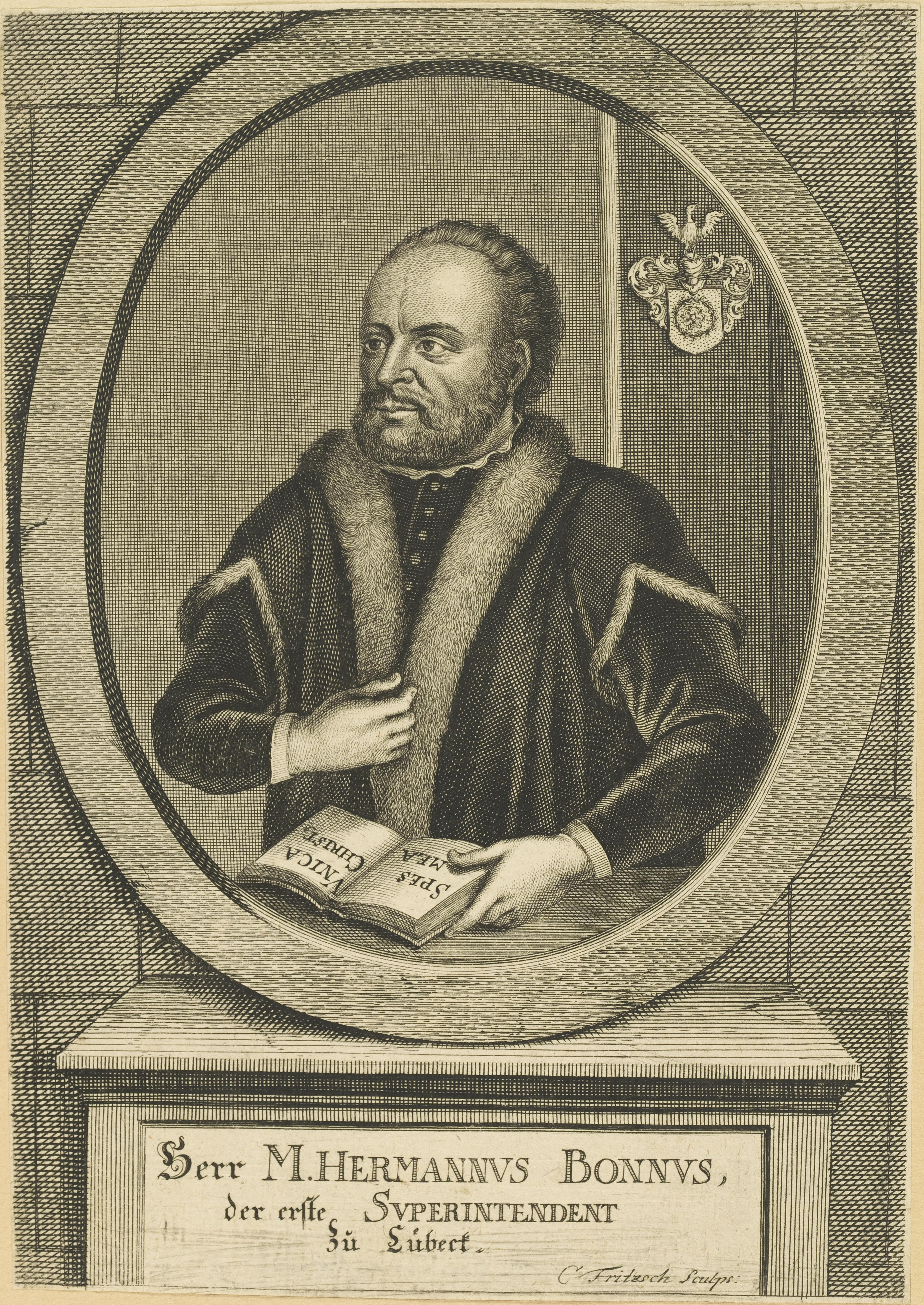
Hermann Bonnus

Hermann Bonnus (eigentlich: Hermann von Bunne(n), nach dem Ort Bunnen bei Löningen als Bonnus latinisiert, woher die Familie seines Vaters stammte, * 1504 in Quakenbrück; † 12. Februar 1548 in Lübeck) war ein deutscher Reformator und erster Superintendent von Lübeck.

## Leben

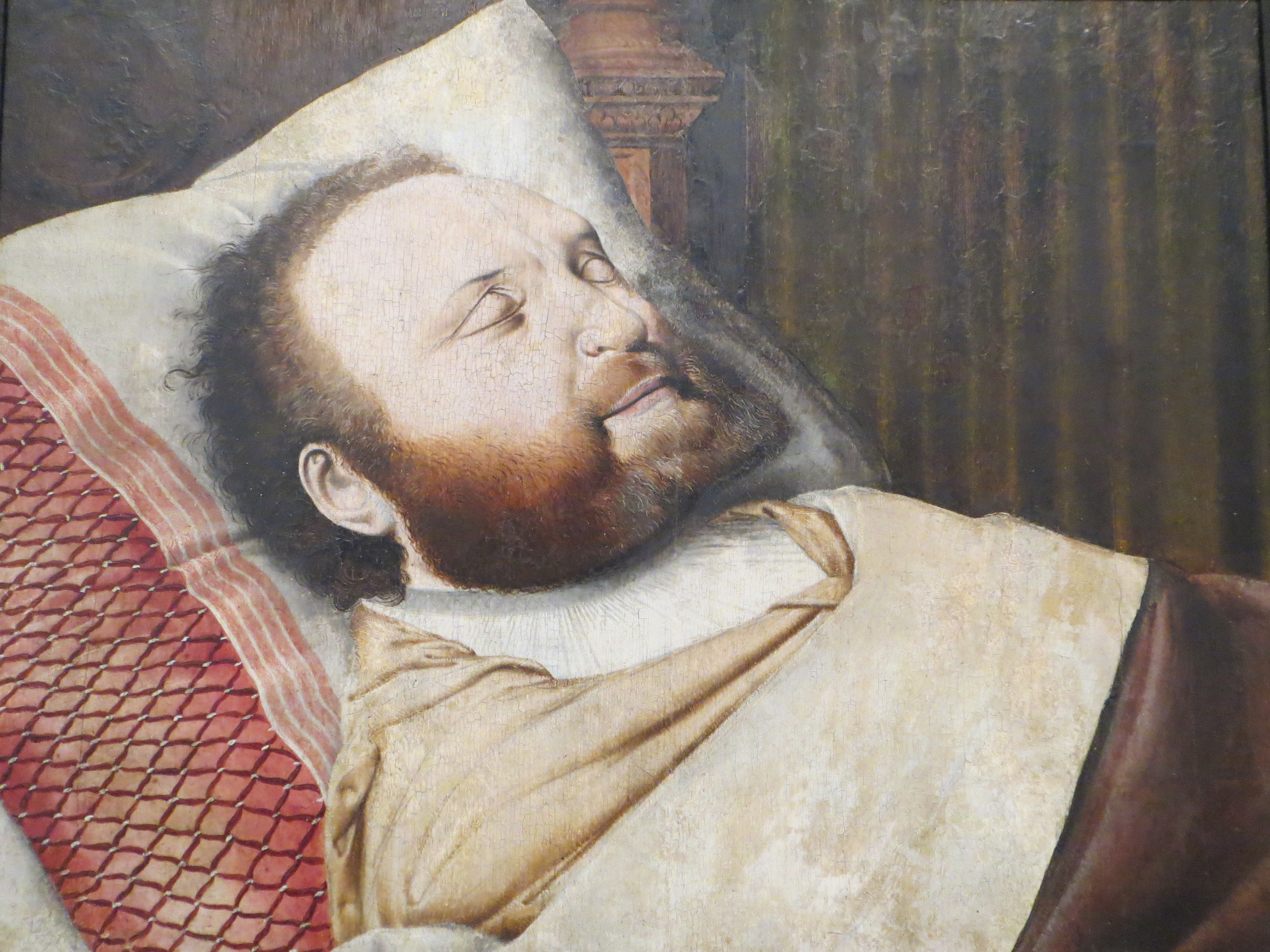
Hermann Bonnus auf dem Totenbett

Hermann Bonnus studierte ab 1523 in Wittenberg, anschließend in Greifswald. 1528 wurde er Erzieher des siebenjährigen dänischen Prinzen Johann in Kopenhagen und Gottorf und verfasste in dieser Zeit eine lateinisch-niederdeutsche Grammatik. Sodann wurde er Lehrer an der Stadtschule in Treptow an der Rega, wo er Johannes Bugenhagen kennenlernte.
Nach Einführung der Reformation in der Hansestadt Lübeck 1531 wurde er durch Vermittlung Bugenhagens zum ersten Rektor der in den Räumen des Franziskanerklosters St. Katharinen neu gegründeten Lateinschule, des Katharineums, bestellt. Kurz darauf übertrug ihm der Rat der Stadt das neue Amt des „Superattendenten“ (Superintendenten) der Stadt Lübeck. In den Jahren 1532/33 war er an der Lübecker Übersetzung von Luthers Bibel ins Niederdeutsche, der Lübecker Bibel (1533/34) beteiligt.
In den politischen Wirren der kommenden Jahre bis 1535 vertrat Bonnus gegenüber dem Rat und dem Bürgermeister Jürgen Wullenwever einen kritischen Standpunkt und stellte das Wächteramt der Kirche, vertreten durch das Geistliche Ministerium, gegenüber den Politikern heraus. Bonnus förderte die Zusammenarbeit der Geistlichen Ministerien von Lübeck, Hamburg und Lüneburg im sogenannten Ministerium Tripolitanum und beschleunigte dadurch die Herausbildung eines lutherisch-konfessionellen Kirchenwesens in den norddeutschen Städten.
Im Jahre 1543 schuf Bonnus auf Bitten des Rates der Stadt Osnabrück und mit Einverständnis des Bischofs Franz von Waldeck eine reformatorische Kirchenordnung für die Stadt und das Hochstift Osnabrück mit Einschluss der Ämter Cloppenburg und Vechta. Deren Bevölkerung war so von 1543 bis 1613 in der 70-jährigen Phase der katholischerseits so genannten „Verblendung“ evangelisch, ab 1613 wieder katholisch. Die „Kerckenordnung vor de landkercken des stiftes Osenbrugge“ lehnte sich an die Stadtkirchenordnung an, war aber kein Auszug davon und trug den Titel: „Ordinatio magistri Hermanni Bonni... Exercitium quotidianum in sacris scripturis et psalmis cantandis pro ecclesiis collegiatis' ubi praedicatur evangelium, als dar is Quakenbrugge und anders mer. Anno 1543.“ Dort wurden auch der Gottesdienst und die Feiertage geregelt, von denen 13 Aposteltage blieben. Mariä Himmelfahrt entfiel als nicht schriftgemäß.
Hermann Bonnus war ein Praktiker, der vielfältige Werke schuf: einen Katechismus, eine Bearbeitung des Rostocker Gesangbuchs, die ab 1545 als Gesangbuch der Lübecker Kirche verwendet wurde, die „Farrago“, eine Anthologie von Lebensbildern der Apostel, Heiligen und Märtyrer, ein lateinisches Lehrbuch, eine Chronik und exegetische Vorlesungen. Sein Choral „Och wy armen sünder“ ist bis heute durch das Evangelische Gesangbuch verbreitet.
Als er 1548 starb, hinterließ er seine schwangere Frau Katharina und die sechs Kinder unter der Obhut des Bürgermeisters Anton von Stiten. Sein Sohn Arnold wurde 1594 Lübecker Bürgermeister.

## Gedächtnis

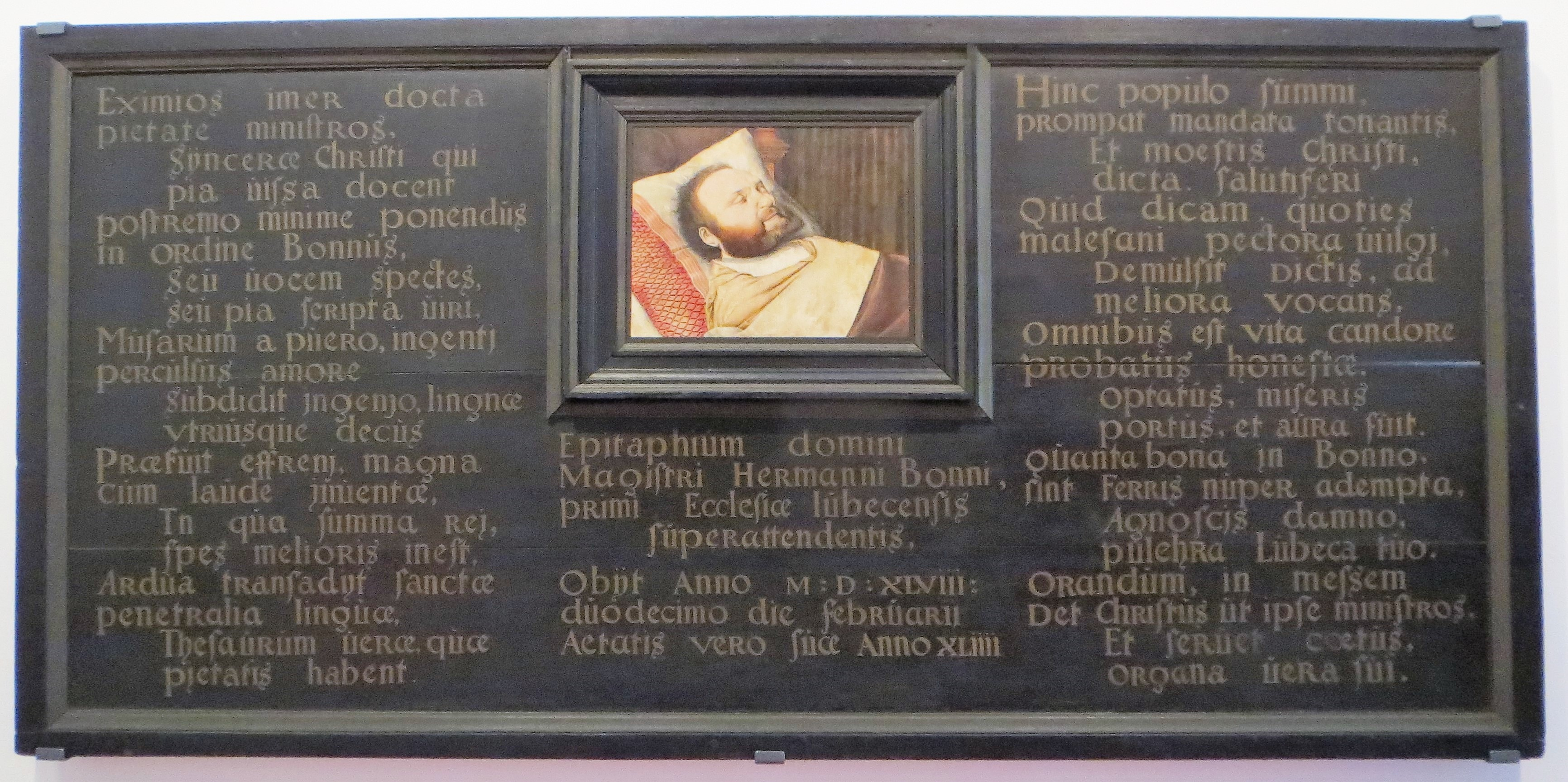
Epitaph

An Hermann Bonnus erinnert in Lübeck ein schlichtes hölzernes Epitaph. Bis 1790 hing das Epitaph an der südöstlichen Wand der Marientidenkapelle über seiner Grabstätte in der Marienkirche. Seine Grabplatte ist derzeit nicht nachweisbar. Sie wurde 1720 von dem Superintendenten Georg Heinrich Götze zweitgenutzt. Die Grabplatte lag ab 1895 nicht mehr in der Kirche, sondern in der Pflasterung auf dem Marienkirchhof. Ende des 19. Jahrhunderts war in der Bürgermeisterkapelle noch die 1,26 m hohe und 2,64 m breite einfache schwarze Gedenktafel vorhanden, auf der ein oben in der Mitte aufgelegter Leistenrahmen von 40 cm Höhe und 50 cm Breite ein im Auftrage des Rates gemaltes und heute Hans Kemmer zugeschriebenes Porträt des Verstorbenen auf dem Totenbett umschloss. Eine wohl gleichzeitige, 38 cm hohe und 55 cm breite Replik des verlorenen Originals befand sich zu diesem Zeitpunkt in der Lübecker Stadtbibliothek. Unter dem inneren Rahmen steht das Todesdatum, während links und rechts je fünf die Verdienste des Verstorbenen rühmende Distichen aufgemalt sind. Um 1917 wurde das Bild aus der Stadtbibliothek in den Rahmen eingefügt. Das Epitaph überstand (in der Bürgermeisterkapelle?) den Brand der Kirche beim Luftangriff auf Lübeck 1942 und kam nach 1945 in das Magazin des St.-Annen-Museums.
Bonnus vermachte seiner Geburtsstadt Quakenbrück seine Bibel mit handschriftlichen Eintragungen, die in der Stadt aufbewahrt wird.
2004 gedachte die Stadt Lübeck mit einer Ausstellung und Veranstaltungsreihe seines 500. Geburtstages.
2007 feierte die evangelisch-lutherische Kirchengemeinde in Bersenbrück (Landkreis Osnabrück) den 100. Geburtstag ihrer Bonnus-Kirche, die ihren Namen von Hermann Bonnus hat.

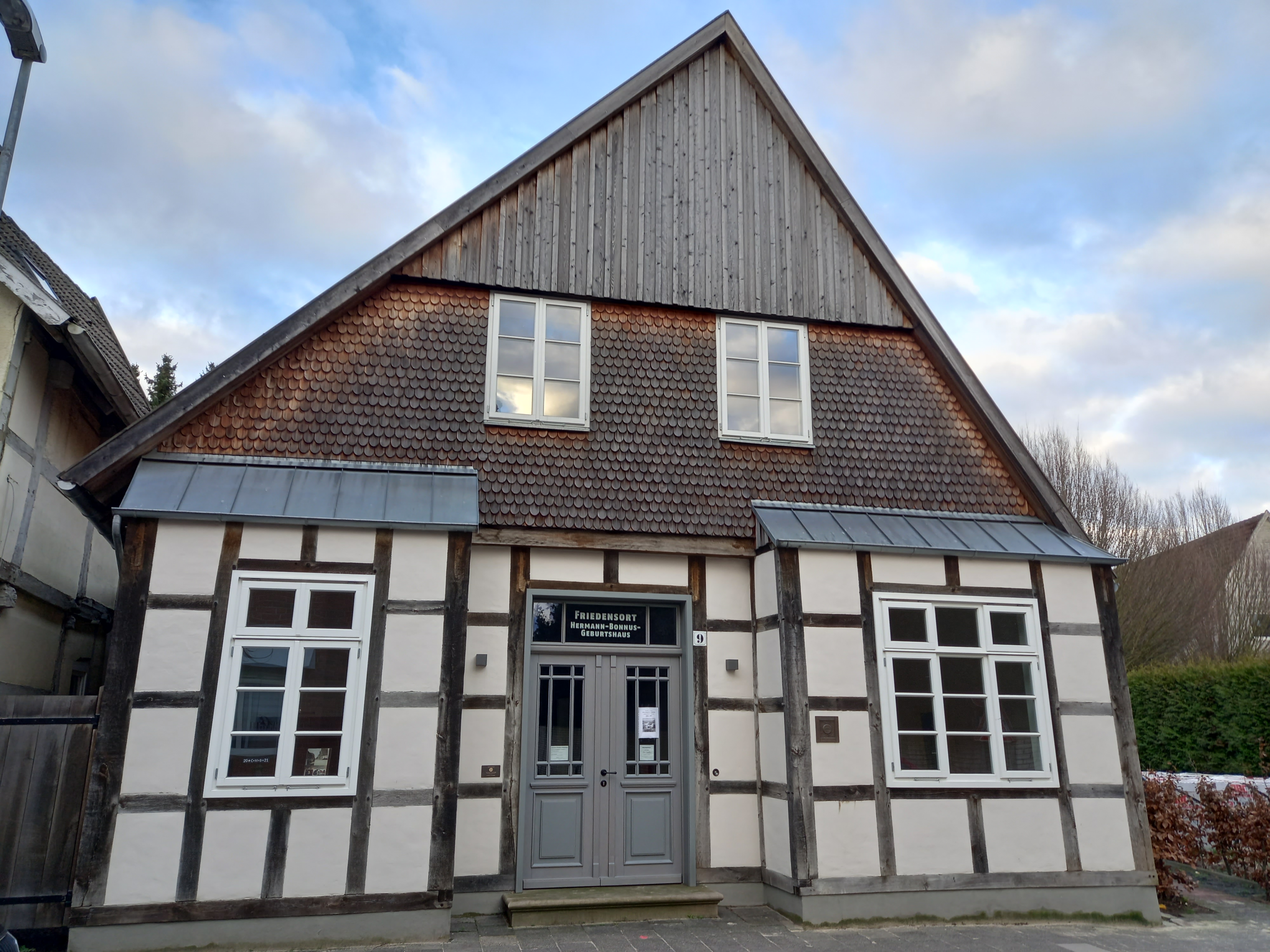
Friedensort Hermann-Bonnus-Geburtshaus in Quakenbrück

Im Juli 2015 wurde der Trägerverein Hermann-Bonnus-Geburtshaus e. V. auf Einladung der Stadt Quakenbrück gegründet. Der Zweck des Vereines ist neben dem Erwerb und der Renovierung des Gebäudes – inzwischen erfolgreich abgeschlossen – die museale Nachnutzung des Gebäudes "Hermann-Bonnus-Geburtshaus" und des Grundstückes Goldstraße 9 in Quakenbrück. Am 13. März 2023 beschloss der Trägerverein, den Namen des Hauses um die Bezeichnung „Friedensort“ zu ergänzen. Damit solle zum Ausdruck kommen, „dass das Haus neben seiner musealen Funktion auch als Begegnungs- und Lernort für ‚gute Nachbarschaft‘ in unserer Stadt dienen möchte. Sei es das Gespräch zwischen den Konfessionen, der interreligiöse Austausch im christlich-muslimischen Dialog oder das Einüben der kulturellen Vielfalt im weitesten Sinne – alle diese grundlegenden Bausteine einer friedlichen Stadtgesellschaft gehören zu den Aufgaben, denen sich der Friedensort Hermann-Bonnus-Geburtshaus stellt. Als Beispiele seien genannt: der ökumenische Gesprächskreis zu Theologie und Literatur, die ‚Artländer Teestube für geflüchtete junge Männer‘, Plattdeutsch-Abende sowie aktuelle Vorträge und Ausstellungen.“